# Nevasta săracă
Nevasta săracă  (rusă: Бедная невеста) este o piesă de teatru din 1851; o comedie în cinci acte scrisă de Alexandr Ostrovski. A fost scrisă în 1851 și prima dată publicată în numărul 4 din 1852 al revistei Moscovitul (Москвитянин). Prima reprezentație a avut loc la 20 august 1853 la Teatrul Mic din Moscova.
Piesa nu trebuie confundată cu piesa Fata fără zestre (Бесприданница) publicată în 1678.  Confuzia este creată de faptul că piesa Nevasta săracă a fost prezentată de teatrul radiofonic TV cu titlul schimbat: Fata fără zestre.

## Personaje
- Anna Petrovna Nezabudkina, văduva unui funcționar sărac.
- Maria Andreevna, fiica ei.
- Vladimir Vasilievici Meric
- Ivan Ivanov Milașin tânăr, familiar cu Nezabudkina.
- Platon Markovic Dobrotvorsky bătrân avocat.
- Maxim Dorofeyevich Benevolensky, funcționar.
- Arina Egorovna Horkova, văduvă.
- Mihail Ivanovici Horkov, fiul ei, un fost student.
- Karpovna, un pețitor (din partea comercianților), cu o basma.
- Pankratevna, un pețitor (din partea nobilimii), cu o șapcă.
- Daria, servitoarea familiei Nezabudkin.
- Băiatul lui Dobrotvorsky.
- Dunya
- Pașa, o fată tânără.
- Chelnerul și alte entități diferite care se află în al cincilea act pentru a vedea nunta.

## Teatru radiofonic
- Cu Silvia Dumitrescu Timică, Clody Bertola, George Calboreanu, Nicolae Bălănescu, Emil Botta, Geo Barton, Tanți Benescu Munteanu, Grigore Vasiliu Birlic, Ion Ulmeni, Mircea Cojan, Gheorghe Soare, regia Radu Beligan și Mihai Zirra

## Ecranizări
- 30 noiembrie 1976 - teatru TV. Traducerea Alexandru Kirițescu și Sonia Filip, adaptare și regia artistică Matei Alexandru; cu Tricy Abramovici, Florin Piersic, Ileana Stana Ionescu, Matei Alexandru, Alexandru Drăgan, Aurel Giurumia, Elena Sereda, Gheorghe Oprina, Alexandru Hasnaș, Mitzura Arghezi, Savel Știopul[2]